# Weiche Rose

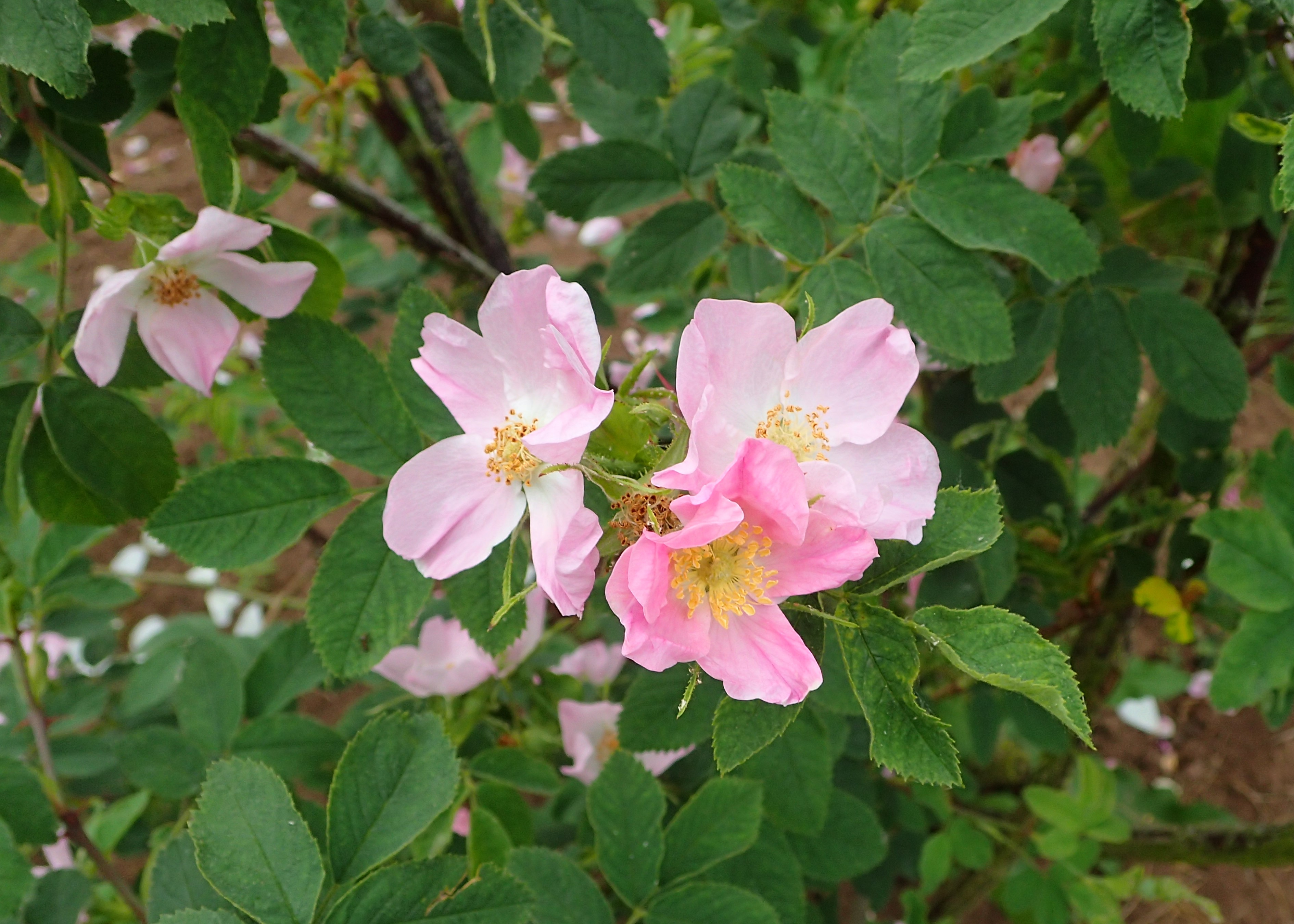
Rosa mollis im Rosarium Sangerhausen

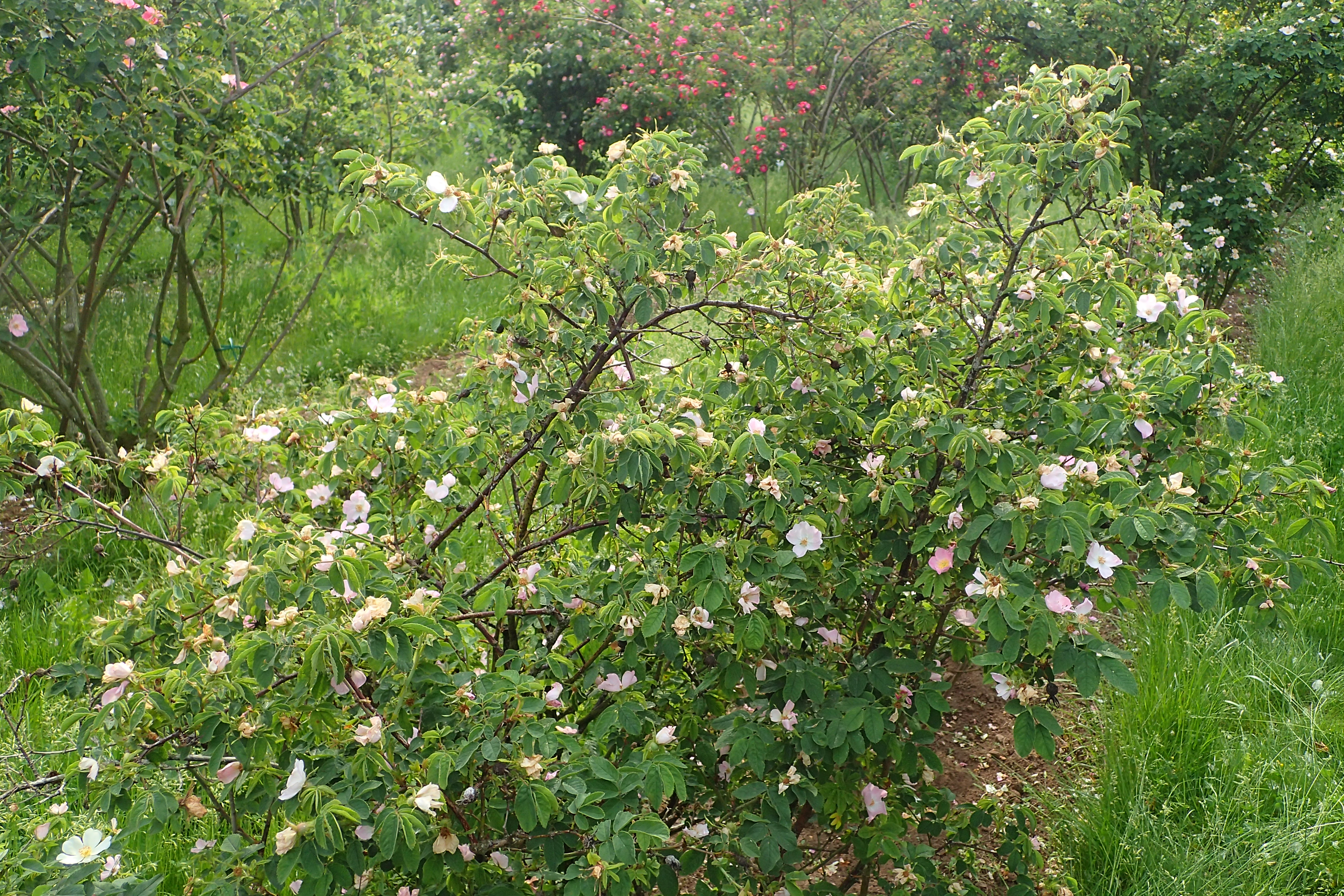
Rosa mollis im Rosarium Sangerhausen

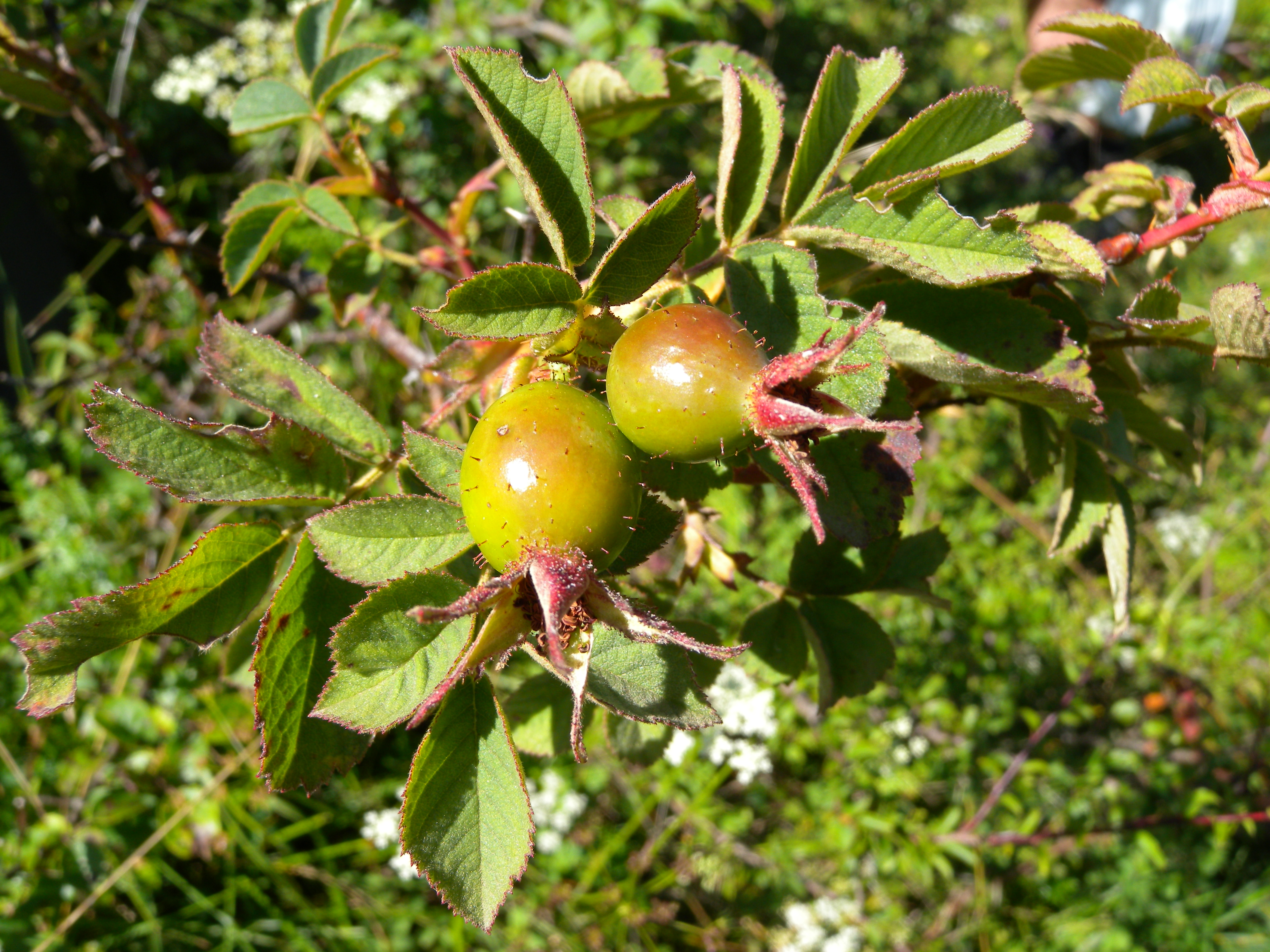
Hagebutten der Rosa mollis in Rossinière, Kanton Waadt, Schweiz

Die Weiche Rose (Rosa mollis) ist eine Pflanzenart aus der Gattung Rosen (Rosa) innerhalb der Familie der Rosengewächse (Rosaceae). Sie ist von Europa bis Westasien weitverbreitet.

## Beschreibung

### Erscheinungsbild und Blatt
Die Weiche Rose wächst als selbstständig aufrechter Strauch und erreicht Wuchshöhen von bis zu 1 Meter. Die Rinde der Zweige ist rötlich und bereift. Die Stacheln sind gleichartig, dünn und ziemlich gerade.
Die wechselständig angeordneten Laubblätter sind in Blattstiel und Blattspreite gegliedert. Die Blattspreite ist unpaarig gefiedert mit fünf oder sieben Fiederblättchen. Die Fiederblättchen sind bei einer Länge von 1 bis 3,5 Zentimetern mehr elliptisch als die von Rosa villosa, doppelt gesägt. Die Oberseite der Fiederblättchen ist anliegend behaart und die Unterseite seidig behaart sowie mit wenigen bis vielen Drüsenhaaren. Das Endblättchen ist höchstens 3 Zentimeter lang.

### Blüte und Frucht
Die Blütezeit reicht von Juni bis Juli. Die Blüten stehen einzeln oder bis zu viert zusammen. Die Blütenstiele, der Blütenbecher und die Hagebutten haben nur wenig Drüsenborsten und keine Stachelborsten. Die zwittrigen Blüten sind bei einem Durchmesser von 4 bis 5 Zentimetern radiärsymmetrisch und fünfzählig mit doppelter Blütenhülle. Die fünf Kelchblätter sind etwas gefiedert, drüsenborstig und nach der Anthese noch auf der Hagebutte vorhanden. Die fünf freien Kronblätter sind rosafarben. Die relativ kurzen Griffel besitzen mit einer Breite von meist etwa 1,6 (1,2 bis 2,2) Millimetern einen relativ weiten Griffelkanal.
Der Fruchtstiel ist manchmal nur spärlich mit gestielten Drüsen besetzt. Die bei Reife meist nicht herabhängenden, scharlachroten Hagebutten sind bei einem Durchmesser von 1 bis 1,5 Zentimetern kugelig. Die Hagebutte ist von den fünf aufrechten, haltbaren Kelchblättern gekrönt.

### Chromosomensatz
Die Chromosomengrundzahl beträgt x = 7; es liegt Tetraploidie vor, also 2n = 28.

## Vorkommen und Gefährdung
Die Weiche Rose kommt in Europa (mit Ausnahme der Apenninenhalbinsel) in der Türkei und in Westasien vor. Es gibt in Europa Fundorte in Portugal, Spanien, Frankreich, England, Irland, auf den Faroer Inseln, in Belgien, Dänemark, Norwegen, Schweden, Finnland, in den Baltischen Staaten, im europäischen Teil Russlands, in der Ukraine, in Kaukasien, Transkaukasus, in der Schweiz, in Deutschland, Polen, Albanien und im früheren Jugoslawien. Das Hauptverbreitungsgebiet der Rosa mollis ist Skandinavien. In Deutschland gibt es Einzelfunde in Niederbayern (unbeständig), im südwestlichen Franken (unbeständig), am Vogelsberg, bei Gießen sowie in der Lausitz.
Die Weiche Rose gilt in der Roten Liste der gefährdeten Arten Deutschlands von 1996 als nicht gefährdet. In den deutschen Bundesländern Mecklenburg-Vorpommern sowie Schleswig-Holstein ist sie vom Aussterben bedroht.
Rosa mollis ist in weiten Teilen der Schweiz ausgestorben und kommt nur noch in den Westlichen Zentralalpen im Kanton Wallis vor; sie gilt dort als stark gefährdet.
Als Standorte bevorzugt sie trockene, nährstoffreiche, steinige Abhänge, Weideflächen und Waldränder.

## Systematik
Die Erstbeschreibung von Rosa mollis erfolgte 1812 durch James Edward Smith in Smith und Sowerby: English Botany, Volume 35, Tafel 2459. Synonyme für Rosa mollis Sm. sind: Rosa pomifera subsp. mollis (Sm.) Christ, Rosa villosa subsp. mollis (Sm.) Hook. f., Rosa dubitabilis Lindstr., Rosa heldreichii Boiss. & Reut., Rosa huteri Heinr.Braun, Rosa mollissima Fr. non Willd., Rosa pulchella Woods non Willd., Rosa ruprechtii Boiss., Rosa zakatalensis Gadzh., Rosa kitaibelii Borbás.
Rosa mollis gehört zur Untersektion Vestitae (auch Filzrosen genannt) aus der Sektion Caninae in der Untergattung Rosa innerhalb der Gattung Rosa. Nah verwandte europäische Arten aus der Untersektion Filzrosen (Vestitae) sind Weiche Rose (Rosa mollis), Samt-Rose (Rosa sherardii) und Apfel-Rose (Rosa villosa). Rosa mollis ist morphologisch mit der nahe verwandten Rosa villosa sehr ähnlich und kann beispielsweise im Schweizer Valais mit dieser Hybriden bilden.

## Trivialnamen in anderen Sprachen
Trivialnamen in anderen Sprachen sind: in Französisch: Rosier à feuilles molles; in Italienisch: Rosa a foglie flosce.